# Dispositiu d'entrada
En informàtica, un dispositiu d'entrada és un aparell utilitzat per proporcionar dades i senyals de control a un sistema de processament d'informació, com ara un ordinador o un aparell d'informació. Alguns exemples de dispositius d'entrada inclouen teclats, ratolí, escàners, càmeres, joysticks i micròfons.
Els dispositius d'entrada es poden classificar en funció de:
- modalitat d'entrada (per exemple, moviment mecànic, àudio, visual, etc.)
- si l'entrada és discreta (p. ex., prémer una tecla) o contínua (p. ex., la posició d'un ratolí, tot i que està digitalitzada en una quantitat discreta, és prou ràpida per ser considerada contínua)
- el nombre de graus de llibertat implicats (per exemple, ratolins tradicionals bidimensionals o navegadors tridimensionals dissenyats per a aplicacions CAD)

## Teclat
Un "teclat" és un dispositiu d'interfície humana que es representa com una disposició de botons. Cada botó, o tecla, es pot utilitzar per introduir un caràcter alfanumèric a un ordinador o per fer servir una funció concreta de l'ordinador. Actua com a interfície principal d'entrada de text per a la majoria dels usuaris. Els teclats tradicionals utilitzen botons basats en molla, tot i que les variacions més noves utilitzen tecles virtuals, o fins i tot teclats projectats.
Alguns exemples de tipus de teclats inclouen:
- Keyer
- Teclat
- Teclat ergonòmic
- Teclat d'acords
- Teclat de polze

## Ratolí d'ordinador

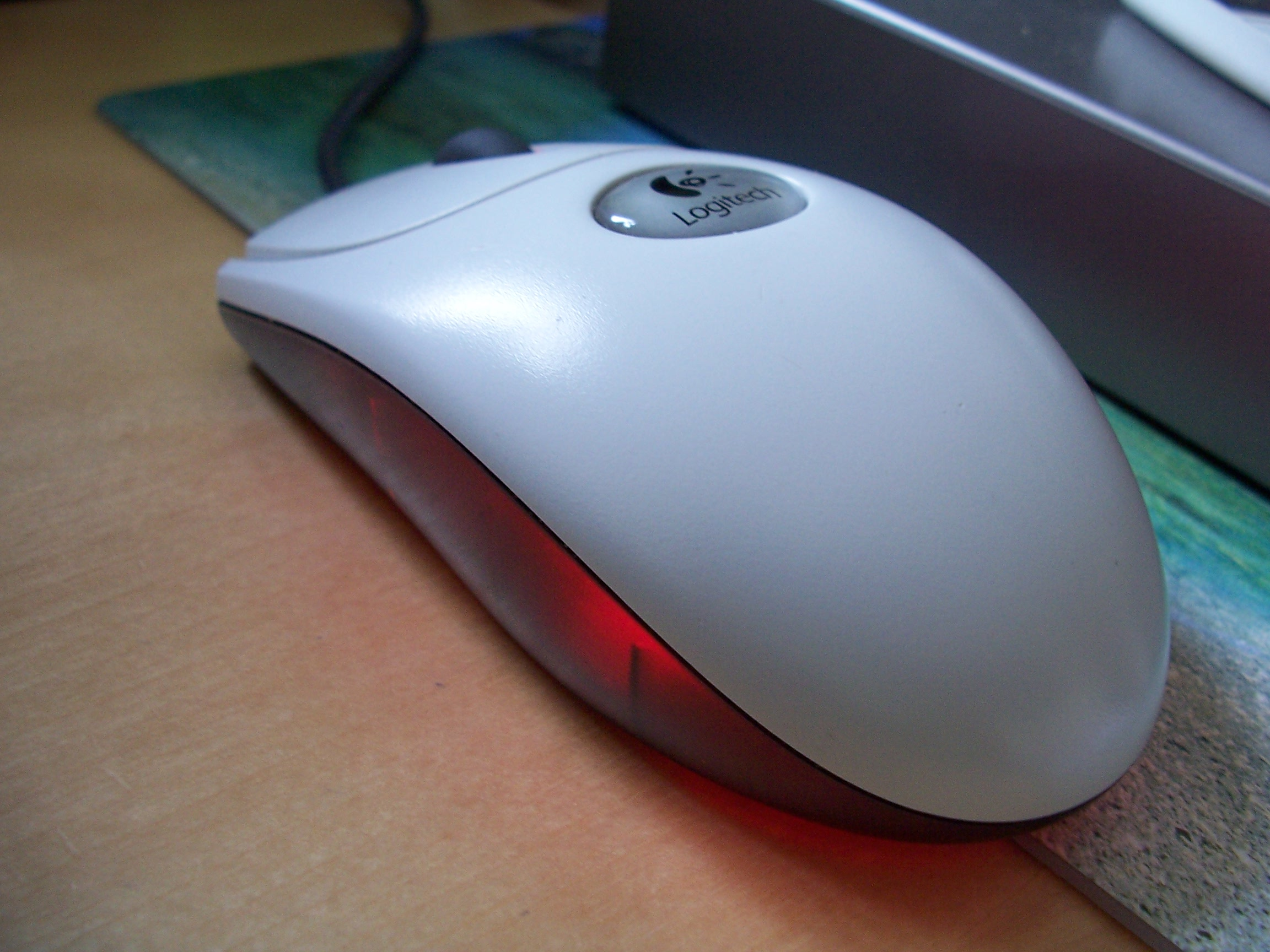
Un ratolí d'ordinador

Els ratolins són els dispositius d'entrada més utilitzats avui dia. Un ratolí és qualsevol dispositiu d'interfície humana que permet a un usuari introduir dades espacials a un ordinador. En el cas del ratolí i els touchpads, això s'aconsegueix generalment detectant el moviment a través d'una superfície física. Els dispositius analògics, com ara els ratolins 3D, els joysticks o els sticks apuntadors, funcionen informant del seu angle de desviació. Els moviments del dispositiu apuntador es reprodueixen a la pantalla amb els moviments del punter, creant una manera senzilla i intuïtiva de navegar per la interfície gràfica d'usuari (GUI) d'un ordinador.
Els dispositius apuntadors, que són dispositius d'entrada utilitzats per especificar una posició a l'espai, es poden classificar a més segons:
- Si l'entrada és directa o indirecta. Amb l'entrada directa, l'espai d'entrada coincideix amb l'espai de visualització, és a dir, l'apunt es fa a l'espai on apareix la retroalimentació visual o el punter. Les pantalles tàctils i els bolígrafs de llum impliquen una entrada directa. Alguns exemples d'entrada indirecta inclouen el ratolí i el trackball.
- Si la informació de posició és absoluta (per exemple, en una pantalla tàctil) o relativa (per exemple, amb un ratolí que es pot aixecar i reposicionar)

Per als dispositius apuntadors, l'entrada directa és gairebé necessàriament absoluta, però l'entrada indirecta pot ser absoluta o relativa. Per exemple, la digitalització de tauletes gràfiques que no tenen una pantalla incrustada implica l'entrada indirecta i detecta posicions absolutes i sovint s'executen en un mode d'entrada absolut, però també es poden configurar per simular un mode d'entrada relatiu com el d'un touchpad, on el llapis o el disc es pot aixecar i reposicionar. Les tauletes LCD incrustades que també es coneixen com a monitors de tauletes gràfiques són l'extensió de les tauletes gràfiques digitalitzadores. Permeten als usuaris veure les posicions en temps real a través de la pantalla mentre utilitzen.
Alguns exemples de tipus de dispositius apuntadors inclouen:
- ratolí
- touchpad
- trackpoint
- pantalla tàctil
- trackball

## Dispositius d'entrada d'alt grau de llibertat
Alguns dispositius permeten molts graus de llibertat continus com a entrada. Es poden utilitzar com a dispositius apuntadors, però generalment s'utilitzen de maneres que no impliquen apuntar cap a una ubicació a l'espai, com ara el control de l'angle d'una càmera en aplicacions 3D. Aquest tipus de dispositius s'utilitzen normalment en sistemes de realitat virtual (CAVE), on cal una entrada que registri sis graus de llibertat.

### Dispositius d'entrada especials
Entre altres:
- Reconeixement de gestos
- Bolígraf digital
- Caràcters de tinta magnètica
- Sip-and-puff# Dispositiu d'entrada d'ordinador

## Dispositius compostos

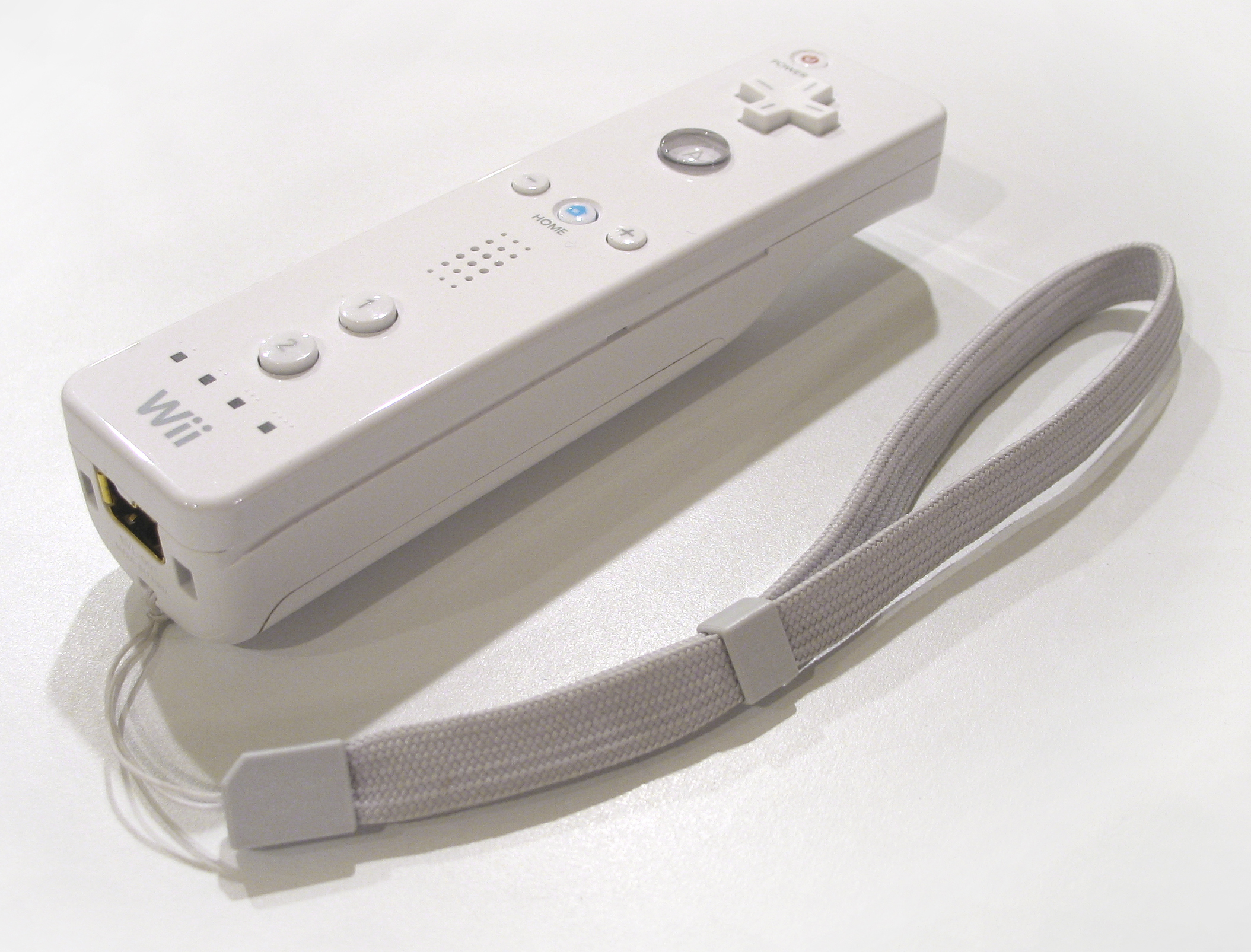
Comandament Wii amb corretja adjunta

Els dispositius d'entrada, com ara botons i joysticks, es poden combinar en un únic dispositiu físic que es podria considerar com un dispositiu compost. Molts dispositius de joc tenen controladors com aquest. Tècnicament, els ratolins són dispositius compostos, ja que tots dos fan un seguiment del moviment i proporcionen botons per fer clic, però generalment es considera que els dispositius compostos tenen més de dues formes diferents d'entrada.
- Controlador de joystick
- Gamepad (o joypad)
- Paddle (controlador de joc)
- Dial/llançadora (o botó)
- Comandament Wii

## Dispositius d'entrada de vídeo

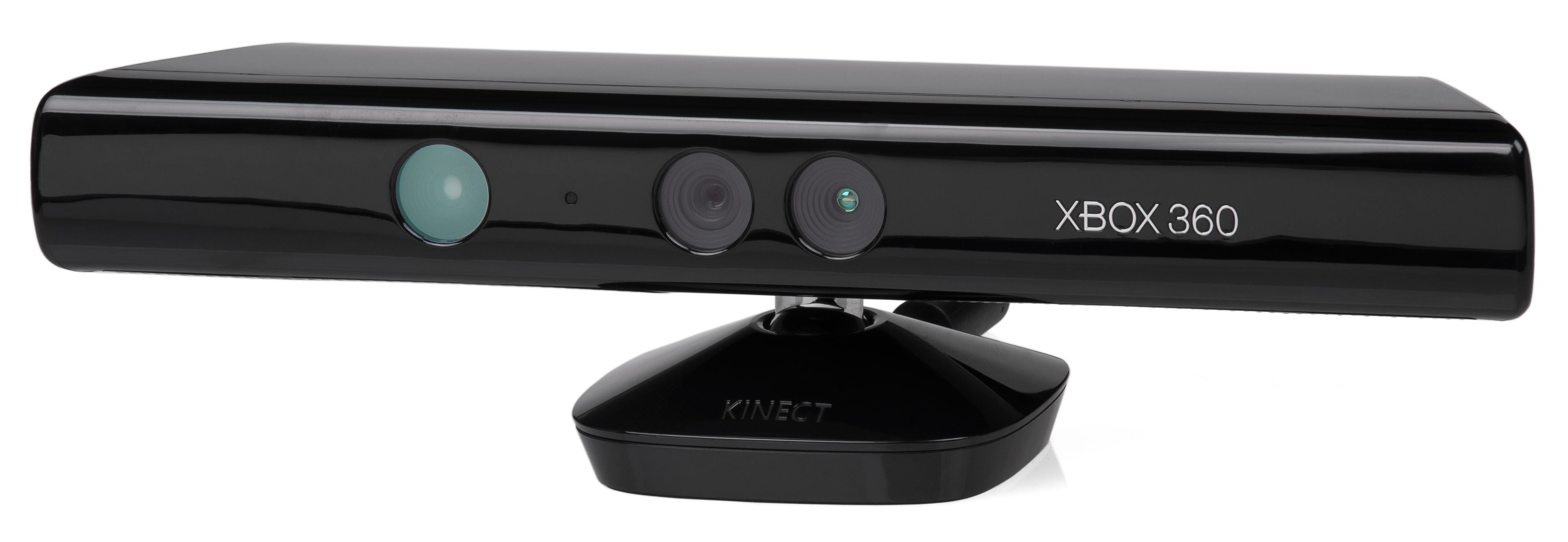
El sensor Microsoft Kinect, funciona detectant visualment el moviment humà

Els dispositius d'entrada de vídeo s'utilitzen per digitalitzar imatges o vídeos del món exterior a l'ordinador. La informació es pot emmagatzemar en multitud de formats segons les necessitats de l'usuari.
Alguns exemples de tipus de dispositius d'entrada de vídeo inclouen:
- Càmera digital
- Càmera de vídeo digital
- Reproductor multimèdia portàtil
- Càmera web
- Sensor Microsoft Kinect
- Escàner d'imatges
- Escàner d'empremtes dactilars
- Lector de codis de barres
- Escàner 3D
- Telèmetre làser
- Seguidor de mirada ocular

## Dispositius d'entrada de veu
Els dispositius d'entrada de veu s'utilitzen per capturar so. En alguns casos, un dispositiu de sortida d' àudio es pot utilitzar com a dispositiu d'entrada per capturar el so produït. Els dispositius d'entrada d'àudio permeten a un usuari enviar informació d'àudio a un ordinador per processar, gravar o executar ordres. Dispositius com ara micròfons permeten als usuaris parlar amb l'ordinador per gravar un missatge de veu o navegar per programari. A part de la gravació, els dispositius d'entrada d'àudio també s'utilitzen amb el programari de reconeixement de veu.
Alguns exemples de tipus de dispositius d'entrada de veu inclouen:
- Micròfons
- Teclat MIDI o altre instrument musical digital

## Paper perforat
Les targetes perforades i les cintes perforades van ser molt utilitzades al segle xx. Un forat perforat representava un "1"; la seva absència representava un "0". Hi havia lectors mecànics i òptics. A la persona que duia a terme aquesta feina se li deia perforista.